# Châteauneuf-Villevieille
Châteauneuf-Villevieille (in italiano Castelnuovo, ormai desueto) è un comune francese di 857 abitanti situato nel dipartimento delle Alpi Marittime della regione Provenza-Alpi-Costa Azzurra. Gli abitanti sono chiamati Madounencs.

## Toponomastica
Sin dal 1388, con la Contea di Nizza, prima nella Contea di Savoia e poi nel Ducato di Savoia, ed infine nel regno di Sardegna e Piemonte fino al 1860, il comune si è sempre chiamato Castelnuovo o Castelnovo.
Per un secolo, dal 1861 al 1961, il comune ormai passato alla Francia, si è chiamato in francese Châteauneuf, e con decreto del 10 novembre dello stesso anno, è divenuto Châteauneuf-de-Contes e infine dal 1º settembre 1992 ha preso la denominazione attuale di Châteauneuf-Villevieille.

## Storia
Il villaggio è fondato nel Medioevo dagli abitanti di Conti che cercavano un sito al riparo dall'insicurezza che regnava all'epoca nella valle del Paglione (Vallée du Paillon).
Giovanni di Revesto (Jean de Revest) (?-1347), cavaliere, giudice d'Avignone nel 1314, "giudice maggiore" del Piemonte nel 1322, "giudice d'appello" del regno di Sicilia nel 1331, luogotenente del Siniscalco di Francia nel 1340, fu cosignore di Castelnuovo di Conti (Châteauneuf-de-Contes), originario di Nizza e poi abitante ad Aix.
Egli era rampollo d'una famiglia installata a Nizza fin dall'ultimo quarto del XIII secolo, con Rostagno di Revesto (Rostang de Revest). Nel 1309-1310, egli sposò Sibilla Chabaud, dama di Castelnuovo (Châteauneuf), figlia del nobile Bonifacio Chabaud.

## Società

### Evoluzione demografica
Abitanti censiti